# Camponotus erythrostoma
Camponotus erythrostoma é uma espécie de inseto do gênero Camponotus, pertencente à família Formicidae.